# Théâtre de l’Atelier

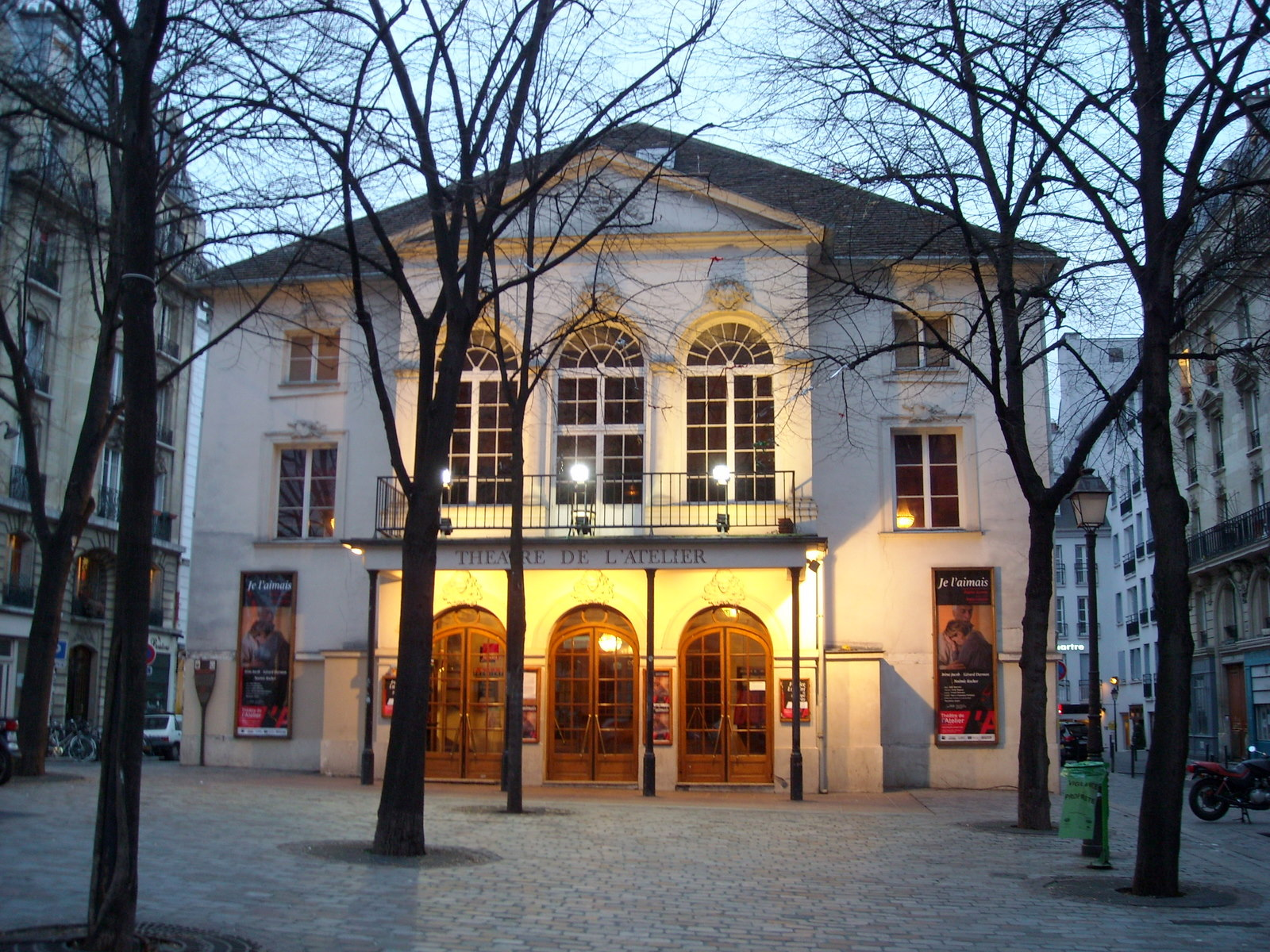
Théâtre de l’Atelier

Das Théâtre de l’Atelier ist ein Pariser Theater im 18. Arrondissement an der Place Charles Dullin Nr. 1. Das Theater wurde am 22. März 1965 in die Liste der Monuments historiques im 18. Arrondissement aufgenommen.

## Architektur
Das Theater wurde in den 1820er Jahren unter dem Baumeister Louis-Pierre Haudebourd im Stil des Klassizismus errichtet. An der Innenausstattung beteiligt waren Évariste Fragonard und Pierre Cicéri. Der Innenraum mit seinem hufeisenförmigen Parkett und zwei durchlaufenden Rängen ist am italienischen Theaterbau des 18. Jahrhunderts orientiert. Das Theater hat 563 Sitzplätze.

## Geschichte
Das Theater wurde am 23. November 1822 unter dem Namen Théâtre Montmartre eröffnet. Bauherr war der Schauspieler Pierre-Jacques Seveste (1773–1825), der im Besitz eines Privilegs zum Bau und Betrieb von Theatern außerhalb der Banlieue von Paris war, und der auch das Théâtre de Belleville, das Théâtre Montparnasse, das Théâtre des Batignolles und das Théâtre Grenelle gegründet hat. 
Von 1914 bis 1922 wurde das Theater als Kino genutzt und trug den Namen Montmartre. 1922 übernahm der Schauspieler Charles Dullin das Haus und nannte es nach seiner Kompanie Théâtre de l’Atelier. Dullin war der Begründer des Cartel de quattre, einer Gruppe von vier Pariser Theatermachern, zu denen auch Georges Pitoëff, Gaston Baty und Louis Jouvet zählen. Sie präsentierten ein anspruchsvolles, untereinander abgestimmtes Programm, luden zeitgenössische Maler als Bühnenbildner ein, nahmen moderate Eintrittspreise und waren von großem Einfluss auf die Theaterszene ihrer Zeit.
Sein Nachfolger ab 1940 war André Barsacq, der das Theater bis 1973 leitete. Barsacq brachte Dramen von Jean Anouilh, Marcel Aymé, Françoise Sagan, René de Obaldia und Friedrich Dürrenmatt erstmals auf die Bühne. Von 1974 bis 1976 wurde das Theater von einem Gremium geleitet, das sich aus Peter Franck, Michael Fagadau, Loïc Volard und Jean-Claude Houdiniere zusammensetzte. Von 1976 bis Ende 1998 leitete Peter Franck zusammen mit seiner Ehefrau Danielle Franck das Haus. Während ihrer Intendanz brachten sie u. a. Stücke von Pirandello, Ionesco, Beckett, Thomas Bernhard oder Strindberg auf die Bühne. Im Januar 1999 übernahm Laura Pels die Leitung. Von 2019 bis 2022 war Marc Lesage Künstlerischer Leiter.

## Im Film
Das Theater ist Schauplatz des Films Le rideau rouge  (1952) von André Barsacq nach einem Drehbuch des Regisseurs in Zusammenarbeit mit Jean Anouilh, mit
Michel Simon, Pierre Brasseur und Monelle Valentin in den Hauptrollen. 
Die letzten Szenen des Films Molière auf dem Fahrrad (2013) wurden vor und im Théâtre de l’Atelier gedreht.
Eine Reihe von Szenen aus  Frühling in Paris (2020) spielen in und vor dem Theater. Die männliche Hauptfigur ist dort Schauspieler.